# スパイ天国
スパイ天国（スパイてんごく）は、日本において、諜報活動（スパイ）を防止する法制度や組織などの防諜体制が整っていないことにより、他の国・組織の諜報活動が容易な状態になっているという主張を表す語である。

## 概要
1985年6月4日の第102回国会の衆議院の内閣委員会で、当時の総理大臣であった中曽根康弘はスパイ防止法を必要としたのは、日本は世界でも有数のスパイ天国であるからとする。スパイによる事件を何度も目の前で経験したり、防衛庁の職員が誘惑に乗って過失を犯していた。このため防衛機密を保持するのは重要な問題であり、国益を守るために他の国のようにスパイ防止法を求める。1986年12月9日の第107回国会の参議院の内閣委員会で、中曽根康弘の日本はスパイ天国という主張に内藤功が反発する。現実にはスパイがうろうろしている状態ではないと思うし、特に重要な日米間の防衛の秘密は絶対に大丈夫だろうし、スパイ天国が原因とする宮永スパイ事件で取られた情報は大した情報ではないと反発する。同じ場で宇都宮徳馬は中曽根康弘のスパイ天国という発言に反発する。日本がスパイ天国ならばスパイ天国はいくらでもあるとする。スパイが活躍する一番の条件は政府が機密を漏洩することである。これは総理大臣や防衛大臣などの人物がうかつに機密を漏洩しているということであるとした。
辻元清美は1987年に『わたしはスパイだ--「スパイ天国」でええじゃないか!!』を著す。
警察で極東アジアの情報を担当していた本郷矢吹は日本はスパイ天国といわれることに対しては、日本ほど法律を守っている国は他に無いため日本のレベルは推して知るべしである。他国の情報担当者によれば日本は情報がダダ漏れだから日本に派遣されたスパイはすることが無いため、日本で自分たちがすることを探すのが大変だという逆に面倒くさい国であるとした。
警視庁公安部外事課に所属していた勝丸円覚は、「日本は犯罪は少ない一方で、世界有数の『スパイ天国』でもあります。スパイ活動防止法のような法律もないため、刑法などの法例に触れなければスパイは逮捕されることがないのです」と指摘した。
2025年8月15日、政府は情報収集や分析の強化、取り締まりの徹底を理由に「『各国の諜報活動が非常にしやすいスパイ天国であり、スパイ活動は事実上野放しで抑止力が全くない国家である』とは考えていない」とする答弁書を閣議決定した。